# 飛島 (長崎県松浦市)
飛島（とびしま）は、長崎県松浦市の伊万里湾内にある島。全島が松浦市今福町飛島免に属する。人口は2015年現在、44人。
なお南方に小飛島があり、本島を「大飛島」と呼ぶ場合もある。

## 概要
松浦市の今福港から北方約5km、鷹島と福島の間にある島。元寇の襲来時には戦場になったとの伝承がある。江戸時代の寛政年間から石炭の採掘がおこなわれ、第2次世界大戦後の最盛期には年間採掘量10万トンを数える一大産業であった。炭鉱は1969年に閉山し、ピーク時（1960年）には2000人を超えた人口は2020年現在は50人未満となっている。現在は巻き網漁や一本釣りを主体とする静かな漁業の島である。

## 交通
鷹島汽船による2本の航路が本土および鷹島・青島・黒島と連絡している。阿翁・御厨航路は水曜日のみ2便が寄港する。
- 殿ノ浦・今福航路（片道25分、1日5便）：松浦市今福港→飛島→殿ノ浦港（鷹島）
- 阿翁・御厨航路（片道1時間15分、1日4便）：水曜日の午前午後に1便ずつ飛島に寄港する。欠便の場合、翌日・翌々日に順延する。

島内に交通機関はない。